# Лаврентин из Ареццо

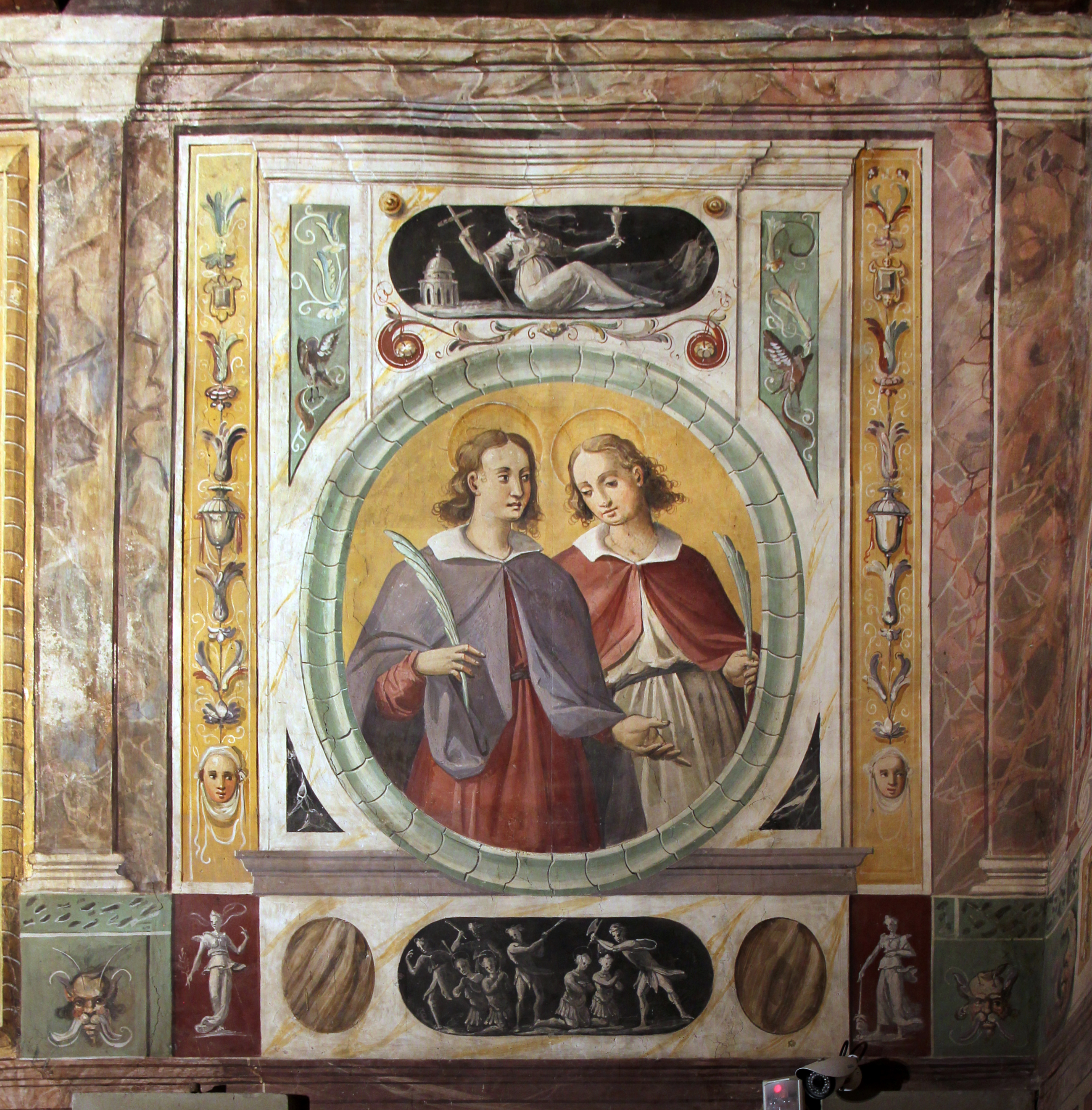
Лаврентин из Ареццо и Пергентином.

Лаврентин (итал. Lorentino; умучен ок. 250 года) — святой мученик из Ареццо. День памяти — 3 июня.
Святой Лаврентин пострадал вместе со своим братом, святым Пергентином. Он был обезглавлен во времена римского императора Деция ок. 250 года.
Согласно мартирологу св. Иеронима, его память совершается 3 июня.
Святые Лаврентин и Пергентин почитаются святыми покровителями города Ареццо и квартала Порта ди Форо, в котором находится церковь, освящённая в их честь.